# Scott Higgins
Scott Higgins (* 20. Juli 1984) ist ein englischer Poolbillardspieler.

## Karriere
2007 verlor Higgins im Finale der World 9-Ball Challenge gegen den Philippiner Ronato Alcano. 2008 belegte er bei den US Open den 65. Platz.
2009 erreichte Higgins erstmals die Finalrunde eines Euro-Tour-Turniers. Bei den French Open unterlag er im Achtelfinale dem späteren Finalisten Mario He, im Achtelfinale der Austrian Open verlor er gegen den Niederländer Niels Feijen mit 8:9. Bei den Netherlands Open schied er bereits im Sechzehntelfinale gegen den Polen Mariusz Skoneczny aus. Bei den Portugal Open schaffte er hingegen mit dem Viertelfinaleinzug sein bis dahin bestes Euro-Tour-Ergebnis. Das Viertelfinale verlor er jedoch mit 4:9 gegen seinen Landsmann Imran Majid, der später im Finale gegen Daryl Peach verlor. Bei den US Open 2009 erreichte Higgins den 17. Platz. Bei der 10-Ball-Weltmeisterschaft 2009 schied er sieglos in der Vorrunde aus. Bei den Costa del Sol Open erreichte er erneut das Viertelfinale, unterlag dort aber dem Spanier Francisco Díaz-Pizarro mit 4:8.
Bei der 8-Ball-WM 2010 gelang Higgins der Einzug ins Sechzehntelfinale, das er mit 3:10 gegen Ronato Alcano verlor. Bei der 9-Ball-WM schied er ebenfalls im Sechzehntelfinale aus, dort unterlag er dem Philippiner Raymund Faraon mit 10:11. Bei den Austria Open verlor er im Achtelfinale gegen den Deutschen Harald Stolka. Nachdem Higgins bei den China Open den 17. Platz belegt hatte, schied er im Sechzehntelfinale der Finland Open gegen mit 6:8 seinen Landsmann Chris Melling aus. Bei den Portugal Open erreichte er das Viertelfinale, nachdem er unter anderem den Deutschen Ralf Souquet besiegt hatte. Im Viertelfinale verlor er gegen den Spanier Carlos Cabello mit 5:9.
Bei der Great Britain 9-Ball Tour (GB9) belegte er 2010 jeweils einmal den dritten sowie den fünften Platz.
Im Januar 2011 erreichte Higgins bei den Paris Open den fünften Platz. Bei den French Open erreichte er das Viertelfinale, das er gegen den Norweger Kristoffer Mindrebøe mit 2:9 verlor. Bei der Europameisterschaft 2011 kam Higgins im 8-Ball sowie im 10-Ball auf den 17. Platz, im 14/1 endlos belegte er den 33. Platz, im 9-Ball den 97. Platz. Bei den China Open erreichte er den 17. Platz. Bei der 9-Ball-WM erreichte er das Sechzehntelfinale, nachdem er unter anderem gegen Niels Feijen gewonnen hatte. Dieses verlor er jedoch gegen den Taiwaner Chang Yu-lung mit 4:11. Bei den German Open unterlag er im Sechzehntelfinale dem Schweden Marcus Chamat mit 6:8. Bei der GB9-Tour belegte Higgins zweimal den neunten sowie einmal den 17. Platz.